# Val d'Aisne (eau minérale)
Val d'Aisne est une eau minérale de l’Ardenne belge exploitée à Fisenne dans la commune d'Érezée en province de Luxembourg.

## Localisation
La source de Val d'Aisne jaillit au pied même de la petite usine d'embouteillage située le long de la route nationale 876 qui suit la vallée de l'Aisne. Elle se trouve au nord du petit village de Fisenne et à 3 km du centre d'Érezée.

## Gamme
- Eau plate. Eau semi-pétillante. Eau pétillante.

Cette eau convient notamment très bien aux nourrissons vu son faible contenu de résidus secs.
- Soda aux vinaigre de fruits : orange sanguine, lemon, cuberdon.